# Кралево (Хасковська область)
Кра́лево (болг. Кралево) — село в Хасковській області Болгарії. Входить до складу общини Стамболово.

## Населення
За даними перепису населення 2011 року у селі проживали 184 особи.
Національний склад населення села:
| Національність   | Кількість осіб | Відсоток |
| ---------------- | -------------- | -------- |
| турки            | 117            | 66,1%    |
| болгари          | 39             | 22,0%    |
| цигани           | 21             | 11,9%    |
| інша             | 0              | 0%       |
| не визначились   | 0              | 0%       |
| Всього відповіли | 177            |          |

Розподіл населення за віком у 2011 році:
Динаміка населення: